# Jicchak Berman
Jicchak Berman (hebrejsky: יצחק ברמן, narozen 3. června 1913 – 4. srpna 2013) byl izraelský politik a poslanec Knesetu za stranu Likud, který byl v letech 1981 až 1982 ministrem energetiky a infrastruktury v izraelské vládě. V letech 1980 až 1981 zastával funkci předsedy Knesetu.

## Biografie
Narodil se v Berdyčivě v carském Rusku (dnešní Ukrajina) a aliju do mandátní Palestiny podnikl v roce 1920. Studoval učitelství na přípravné škole v Jeruzalémě a poté právo v Londýně.
V roce 1939 vstoupil do Irgunu a pracoval v jeho zpravodajském oddělení. Během druhé světové války v roce 1941 narukoval do Britské armády a působil v jejím zpravodajském oddělení. V letech 1948 až 1950 byl členem Izraelských obranných sil a bojoval v izraelské válce za nezávislost.
V roce 1950 začal pracovat jako právní poradce haifské Kaiser-Fraizierovy továrny a když jí v roce 1954 opouštěl, zastával již místo jejího generálního ředitele. V roce 1951 vstoupil do strany Všeobecní sionisté a v roce 1964 se stal předsedou její telavivské buňky. V roce 1974 ve straně povýšil na předsedu národního stranického sekretariátu a ve volbách v roce 1977 byl zvolen poslancem za Likud (jehož byli tehdy Všeobecní sionisté součástí). V roce 1980 se stal předsedou Knesetu a tuto funkci zastával až do roku 1981. Ve volbách téhož roku obhájil svůj poslanecký mandát a následně byl jmenován ministrem energetiky a infrastruktury ve vládě Menachema Begina. Dne 30. září 1982 však rezignoval na protest vůči vládnímu postoji ke Kahanově komisi, která vyšetřovala masakr v Sabře a Šatíle.
O svůj mandát přišel ve volbách v roce 1984. V roce 1986 patřil k zakladatelům Centristické liberální strany a o rok později byl jedním ze zakladatelů Strany středu (nemající souvislost s pozdější Stranou středu).